# Olympia 74
Olympia 74 è un album dal vivo della cantante franco-italiana Dalida, pubblicato nel 1974 da Sonopresse.
La cantante tornò, nel gennaio 1974, all'Olympia di Parigi per un recital eccezionale. Delle quindici canzoni eseguite, Dalida ne canterà ben dodici nuove.
Canterà alcune sue canzoni famose come La danza di Zorba e aprirà lo spettacolo con Entrez sans frapper.
Per il brano Paroles paroles (visto che Alain Delon non c’è) Dalida registrerà un sestetto "virtuale" con i cantanti popolari del momento: Claude François, Mike Brant, Patrick Juvet, Ringo e Thierry Le Luron. Il video di questa interpretazione verrà anche  riutilizzato per altri suoi spettacoli tra il 1974 e il 1975. Sarà poi pubblicato postumo nel DVD Ses plus Beaux Duos del 2011 e nel DVD "Québec 75" del cofanetto Live 3 Concerts Inédits del 2012.
Il momento clou della serata è la magistrale interpretazione del brano conclusivo dello spettacolo, Gigi l'amoroso, che si rivelerà un grande successo in tutto il mondo. La canzone sarà in classifica in ben 12 paesi e vincerà l'Oscar mondiale nel 1975 e altri otto premi in uno speciale Musicorama sempre all’Olympia, nel 1975.
L'album verrà ristampato postumo in CD all'interno del cofanetto Les plus beaux concerts de Dalida del 1993 e, singolarmente, anche nel 2004.

## Tracce
Lato A
1. Ainsi parlait Zarathoustra (introduzione musicale dell'orchestra, diretta da Guy Motta)
2. Entrez sans frapper
3. Pour ne pas vivre seul
4. Nous sommes tous morts à vingt ans
5. Avec le temps
6. Que sont devenues les fleurs
7. Ô Seigneur Dieu

Lato B
1. Il venait d'avoir 18 ans
2. Je suis malade
3. Julien
4. Gigi l'amoroso